# Mycologie médicale
La mycologie médicale est une branche de la médecine (humaine ou vétérinaire), plus spécifiquement de la Biologie médicale, qui consiste à isoler et caractériser les levures, les champignons filamenteux (ou champignons dimorphiques) dans divers liquides ou tissus d'origine humaine dans le but de caractériser l'origine mycologique ou non d'une pathologie.

## Principaux champignons en pathologie humaine
Les principaux types de champignons responsables de mycoses sont :

### Levures
- Candida
- Pucciniomycotina
- Cryptococcus neoformans
- Malassezia furfur (également connue sous le nom Pityrosporum furfur)
- Trichosporon

### Dermatophytes
- Epidermophyton
- Trichophyton
- Microsporum

### Moisissures
- Aspergillus
- Fusarium spp.
- Scopulariopsis spp

### Champignons dimorphiques
- Histoplasma

### Champignons divers
- Pneumocystis

## Principaux antifongiques en thérapeutique humaine
- Polyénes : Amphotéricine B
- Griséofulvine
- Échinocandines : Caspofungine
- Flucytosine
- Azolés : 
  - imidazolés : Miconazole, Kétoconazole
  - triazolés : Fluconazole, Itraconazole, Voriconazole
- Terbinafine
- Cyclopyroxolamine

## Principaux tests et analyses au laboratoire de mycologie médical
- Examen direct
- Histologie
- Antifongigramme
- Culture fongique
- Inoculation à l'animal (rare)
- Réaction sérologique
- Spectrométrie de masse avec techniques MALDI-TOF
- Test au bleu de lactophénol
- Scotch-test
- Lampe de Wood